# Dorel Bahrin
Dorel Bahrin (n.29 august 1959)  este un deputat român în legislatura 2000-2004, ales în județul Ialomița pe listele partidului PSD. Dorel Bahrin a fost membru în grupurile parlamentare de prietenie cu Republica Federală Germania și Republica Arabă Egipt. Dorel Bahrin este profesor universitar la Universitatea Hyperion din București până în prezent.